# Petalophyllaceae
Petalophyllaceae je porodica jetrenjarki u redu Fossombroniales. Porodica je opisana 2002., a ime je dobila po rodu Petalophyllum kojemu pripada 9 vrsta. Rod Sewardiella je monotipičan.

## Rodovi
1. Petalophyllum Nees & Gottsche ex Lehm.
2. Sewardiella Kashyap

## Sinonimi
- Petalophylloideae R.M. Schust.  bazionim